# イヴァン・エルギッチ
イヴァン・エルギッチ（Ivan Ergić、1981年1月21日 - ）は、ユーゴスラビア・シベニク（現・クロアチア領）出身の元セルビア代表サッカー選手。現役時代のポジションはMF。サッカー選手としてはセルビア国籍を選択し活動しているが、幼少期に家族と共にオーストラリアに移民しており、セルビアとオーストラリア両国の国籍を保持している。

## 経歴

### クラブ
1981年にシベニクで生まれたエルギッチは幼少期に家族共にオーストラリアに移住、一家は西オーストラリア州のパースに居を構え、エルギッチはそこで少年時代を過ごした。その後エルギッチはサッカー選手としての素質を見出され、1997年から1年間、オーストラリアのスポーツエリート養成機関であるAISフットボールで奨学金を受け育成対象となる。AISフットボールでの養成機関が終了した1999年にパース・グローリーFCでプロキャリアをスタートさせる。2000年にイタリアのユヴェントスFCへ移籍するが、すぐにシーズンローンでスイスのFCバーゼルへレンタル移籍。その後、バーゼルへ完全移籍となった。バーゼルでの出場試合数は200試合を超えており、2005年から2008年までチームのキャプテンを務めた。2009年からはトルコのブルサスポルへ移籍している。

### 代表
セルビア・モンテネグロ代表として、2006年5月27日のウルグアイ戦で代表初キャップを記録している。また、2006 FIFAワールドカップ本選では、2試合に出場した。

## 代表歴

### 出場大会
- セルビア・モンテネグロ代表
  - 2006 FIFAワールドカップ
- セルビア代表

### 試合数
- 国際Aマッチ 3試合 0得点（セルビア・モンテネグロ代表、2006年）[1]
- 国際Aマッチ 8試合 0得点（セルビア代表、2006年-2008年）[1]

| セルビア・モンテネグロ代表 | 国際Aマッチ | 国際Aマッチ |
| 年                         | 出場        | 得点        |
| -------------------------- | ----------- | ----------- |
| 2006                       | 3           | 0           |
| 通算                       | 3           | 0           |

| セルビア代表 | 国際Aマッチ | 国際Aマッチ |
| 年           | 出場        | 得点        |
| ------------ | ----------- | ----------- |
| 2006         | 5           | 0           |
| 2007         | 1           | 0           |
| 2008         | 2           | 0           |
| 通算         | 8           | 0           |